# منشی

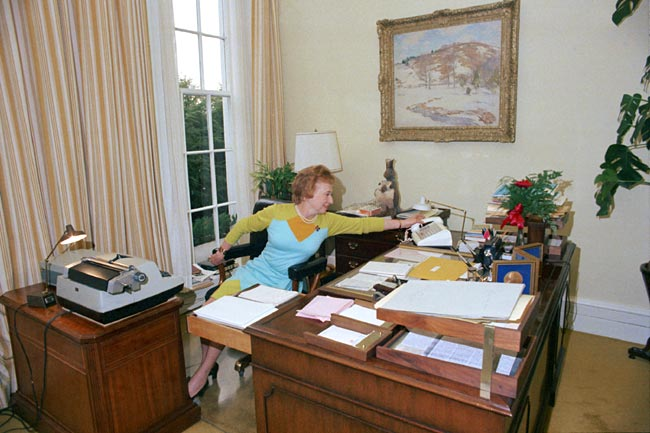
منشی مخصوص ریچارد نیکسون

منشی یا سِکرِتِر یا دستیار شخصی در لغت به معنای ایجادکننده، به‌وجودآورنده و ابداع کننده‌است. منشی به شخصی گفته می‌شود که توسط شخص یا سازمانی استخدام گردد و از عهده وظایفی چون تنظیم برنامه روزانه مسئول، توانایی تنظیم جلسه‌ها، نامه نگاری، تنظیم انواع گزارش‌ها از فعالیت‌های مختلف، کار با کامپیوتر و اینترنت و تایپ متون فارسی و انگلیسی برآید. 
منشی دارای وظایف اداری بسیار زیادی می‌باشد که موارد یاد شده وظایف سنتی و قدیمی یک منشی است و امروزه منشی وظایف دیگری همچون مدیریت بودجه و حسابداری٬ نگهداری و رسیدگی به وب‌گاه٬ انجام برنامه‌ریزی‌ها و تهیه مقدمات سفر و ... را نیز برعهده دارند.